# Silvia Tellenbach
Silvia Tellenbach (* 1950 in Freiburg im Breisgau) ist eine deutsche Rechtswissenschaftlerin.

## Leben
Nach der Abitur 1969 an der Deutschen Schule Rom studierte sie vergleichende Sprachwissenschaften (Zwischenprüfung in Slawistik) und Jura. Nach dem Studium in Göttingen, Tübingen und Freiburg im Breisgau legte sie 1974 das erste und 1976 das zweite juristische Staatsexamen ab. Während der Referendarzeit wurde sie wissenschaftliche Hilfskraft am Max-Planck-Institut für ausländisches und internationales Strafrecht. Nach dem zweiten Staatsexamen schloss sie ein Zweitstudium der Islamwissenschaft in Freiburg im Breisgau und Kairo an. Nach der Promotion 1984 ist sie seit 1984 Referatsleiterin am Max-Planck-Institut. Die Bahçeşehir Üniversitesi verlieh ihr am 23. September 2017 die Ehrendoktorwürde.
Ihre Forschungsinteressen sind türkisches Straf- und Strafprozessrecht, islamisches Strafrecht in der modernen Welt, insbesondere in der Islamischen Republik Iran und Verfassungsrecht.
Sie übersetzte das türkische Strafgesetzbuch ins Deutsche (vgl. unten).

## Schriften (Auswahl)
- Untersuchungen zur Verfassung der Islamischen Republik Iran vom 15. November 1979. Berlin 1985, ISBN 3-922968-50-3.
- Strafgesetze der Islamischen Republik Iran. Berlin 1996, ISBN 3-11-014884-6.
- Einführung in das türkische Strafrecht. Freiburg im Breisgau 2003, ISBN 3-86113-902-2.
- Das türkische Strafgesetzbuch. Gesetz Nr. 5237 vom 26.9.2004 nach dem Stand vom 15.11.2008. Zweisprachige Ausgabe. Freiburg im Breisgau 2008, ISBN 978-3-428-13024-5.
- Das türkische Strafgesetzbuch Gesetz Nr. 5237 vom 26.9.2004 nach dem Stand vom 1. Januar 2021. Zweisprachige Ausgabe. Freiburg im Breisgau 2021, ISBN 978-3-428-18308-1.